# PCN (aviação)
Para a aviação, PCN é um número que indica a resistência de um pavimento. Em inglês, PCN é uma abreviatura de Pavement classification number, em português, Número de classificação de pavimento.
Geralmente, a sigla PCN vem sempre ligada a sigla ACN (aicraft classification number, em inglês). O ACN (ou número de classificação da aeronave) é o número que expressa o efeito relativo de uma aeronave com uma determinada carga sobre um pavimento, para uma categoria padrão de subleito especificada. Geralmente essa informação é encontrada no manual da aeronave. 
Segundo a IS 153.103-001 da ANAC, o método ACN-PCN é aplicável em pavimentos destinados a pouso e decolagem de aeronaves de mais de 5.700 kg.
O método ACN-PCN tem por finalidade a aferição da resistência do pavimento em função das características da aeronave (expressa pelo ACN) e do pavimento (expressa pelo PCN), sendo estruturado de maneira que um pavimento com um determinado valor de PCN seja capaz de suportar, sem restrições, uma aeronave que tenha um valor de ACN inferior ou igual ao valor do PCN do pavimento, obedecidas as limitações relativas à pressão dos pneus. 
Isso significa que se o ACN de uma aeronave é 75 e o PCN é 70, a aeronave não poderá operar nessa pista. No entanto, mesmo que o ACN seja inferior ao PCN, se pressão dos pneus da aeronave for superior a pressão admissível do pavimento, a aeronave também não poderá operar nessa pista. 

## Operação com sobrecarga
Segundo o regulamento ACN PCN de 2012 da ANAC, é tolerável uma operação de sobrecarga de até 10% para pavimentos flexíveis (F) e 5% para pavimentos rígidos (R). Exemplo: se o PCN de um pavimento é 100, se ele for flexível (F) é tolerado um ACN máximo de 110. Se ele for rígido (R), é tolerado um ACN máximo de 105.
No entanto, o número de operações com sobrecarga não podem ultrapassar 5% dos pousos anuais de um aeroporto, ou seja, se um aeroporto tem 1000 pousos em um ano, apenas 50 podem estar com a sobrecarga citada no parágrafo anterior. É importante citar que a operação com sobrecarga está sujeita à autorização do operador do aeródromo. 

## Classificação
O código PCN pode ser classificado, de acordo com tipo de pavimento, resistência, pressão admissível ou método de avaliação. A informação do PCN de um aeródromo está disponível no ROTAER ou na AIP-Brasil. 

### Tipo de pavimento
| Tipo                                       | Código |
| ------------------------------------------ | ------ |
| Pavimento rígido (concreto, cimento)       | R      |
| Pavimento flexível (asfalto, terra, grama) | F      |

### Resistência
| Resistência | Código |
| ----------- | ------ |
| Alta        | A      |
| Média       | B      |
| Baixa       | C      |
| Ultrabaixa  | D      |

### Pressão admissível dos pneus daaeronave
| Pressão admissível | Código |
| ------------------ | ------ |
| Alta               | W      |
| Média              | X      |
| Baixa              | Y      |
| Muito baixa        | Z      |

### Método de avaliação
| Método          | Código |
| --------------- | ------ |
| Análise técnica | T      |
| Análise prática | U      |

Exemplo: se o código PCN de uma pista de pouso for 40/F/A/X/T, as características são: ACN máximo aceitado é 40; pavimento flexível; resistência alta; pressão média admissível; análise técnica.
| ACN máximo aceitado | pavimento flexível | resistência alta | pressão média admissível | análise técnica |
| ------------------- | ------------------ | ---------------- | ------------------------ | --------------- |
| 40                  | F                  | A                | X                        | T               |